# Liquidatori

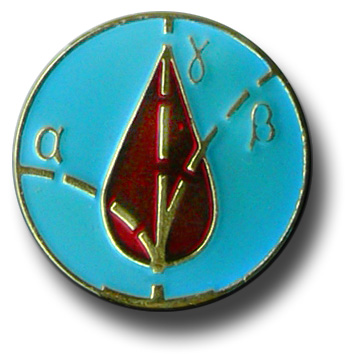
Il distintivo dei liquidatori che riporta una goccia di sangue e le particelle alfa (α) e beta (β), deviate diversamente da un campo elettrico, e i raggi gamma (γ) che non ne risentono.

I liquidatori (in russo ликвидаторы likvidatory, in ucraino ликвіда́тори lykvidátory, in bielorusso ліквідатары likvidatary), da non confondersi con i soccorritori, sono i lavoratori che operarono al recupero della zona del disastro di Černobyl' soprattutto negli anni 1986-1987, con un prosieguo delle attività fino al 1990; i loro compiti furono la decontaminazione dell'edificio e del sito del reattore, delle strade, la costruzione del sarcofago per contenere il reattore e altre mansioni collegate. Lo status di liquidatore è stato attribuito con leggi e certificati speciali a circa 600 000 persone.
Secondo il bilancio ufficiale del Chernobyl Forum su dati di organizzazioni delle nazioni unite come l'OMS, l'UNSCEAR e la IAEA, a tutto il 2002 non è stata epidemiologicamente rilevata fra i liquidatori mortalità in eccesso per tumori o leucemie. Nondimeno lo stesso rapporto fornisce la stima che, fra i circa 200 000 liquidatori che assorbirono intorno a 100 millisievert, nel periodo 1986-2018, vi potrebbero essere fino a 2200 decessi in eccesso per tumori o leucemie, che tuttavia non sarà possibile rilevare epidemiologicamente, distinguere statisticamente rispetto ai 40 000 ~ 50 000 che comunque moriranno per malattie oncologiche per cause non legate all'incidente. Tumori e leucemie incidono infatti in media per un 20~25% dei decessi naturali nella popolazione umana.

## Quanti e chi erano

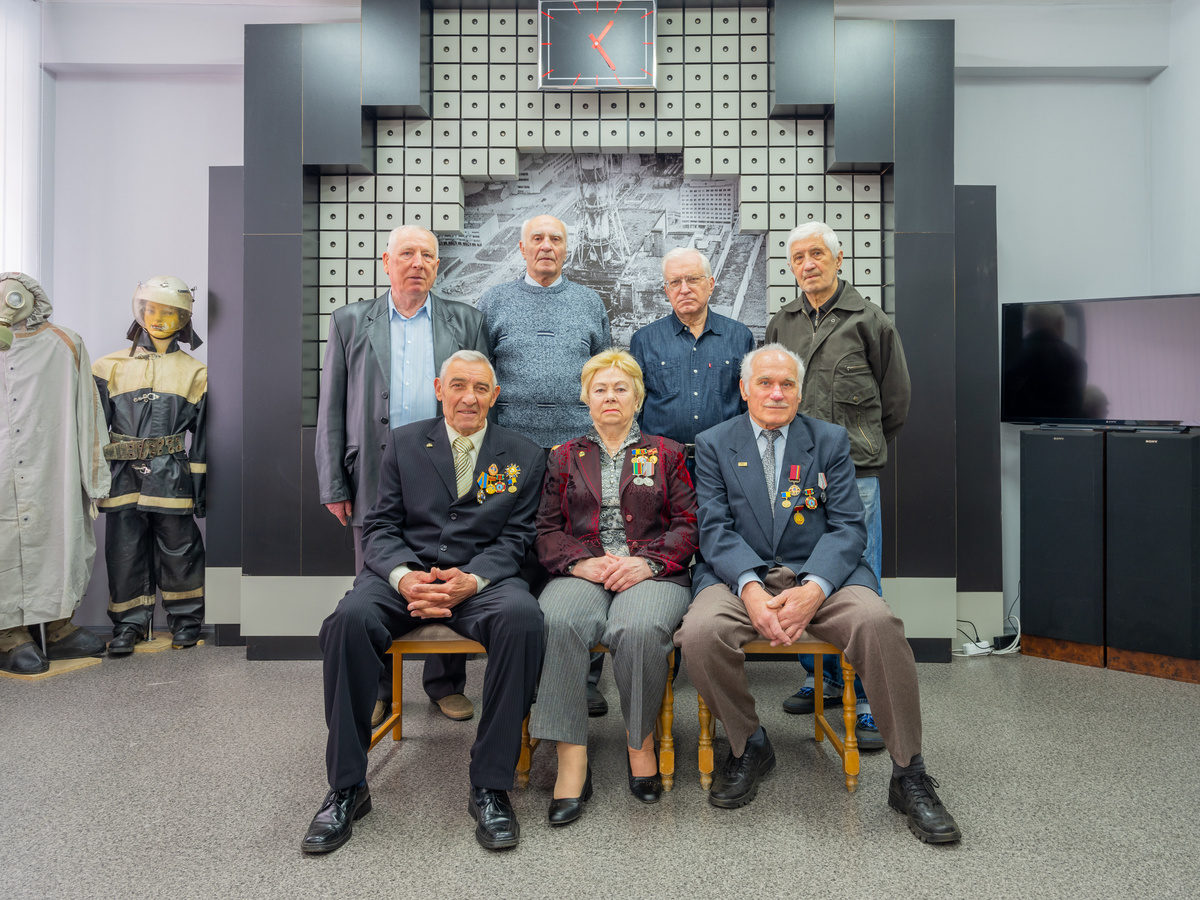
Un gruppo di liquidatori si è riunito al Museo di Slavutych in occasione del 32º anniversario del disastro di Černobyl', 2018

In base a leggi promulgate in Bielorussia, Russia e Ucraina, circa 600 000 persone, fra militari e civili, ricevettero speciali certificati che confermavano il loro status di "liquidatori". Altre stime basate su registri nazionali parlano di 400 000 e altre ancora 800 000. In ogni caso, fra il totale dei liquidatori, la popolazione costituita dai 226 000 ~ 240 000 che operarono nella zona in un raggio di 30 km e negli anni 1986 e 1987 è quella che ricevette la dose di radiazioni più critica; questa popolazione di liquidatori ricevette una dose media di 62 millisievert e fino a 100-110 millisievert (fra i militari). Il resto entrò nella zona per residue operazioni di bonifica due anni dopo l'incidente in presenza di un livello di radiazioni molto più basso, o lavorarono in zone oltre i 30 km.
I liquidatori non devono essere confusi con i soccorritori, esattamente nel numero di 1 057, che si fecero carico delle operazioni di emergenza per il contenimento del disastro nelle prime ore successive all'incidente. I soccorritori erano lavoratori della centrale e del centro medico locale, forze dell'ordine e pompieri non adeguatamente equipaggiati e preparati a una tale evenienza. Ad essi fu affidato il compito di spegnere l'incendio operando in condizioni al limite della sopravvivenza e ricevendo altissime dosi di radiazioni, al di là del fondo scala dei dosimetri di cui erano equipaggiati ma che fu possibile stimare per mezzo degli effetti biologici patiti. Questi ricevettero da 2 a 20 gray (ovvero più di 2 - 20 sievert). Furono dunque i soccorritori che si distinsero per notevoli atti di eroismo. In particolare sono da considerarsi veri e propri eroi i 28 che morirono nei giorni successivi al disastro per le forti dosi di radiazioni assorbite e che si sacrificarono in piena coscienza, come peraltro i 19 che morirono nel periodo 1987-2004.
I liquidatori invece facevano parte del personale tecnico specializzato in operazioni di bonifica nucleare ma soprattutto molti militari dell'ex-Unione Sovietica.

## Le operazioni

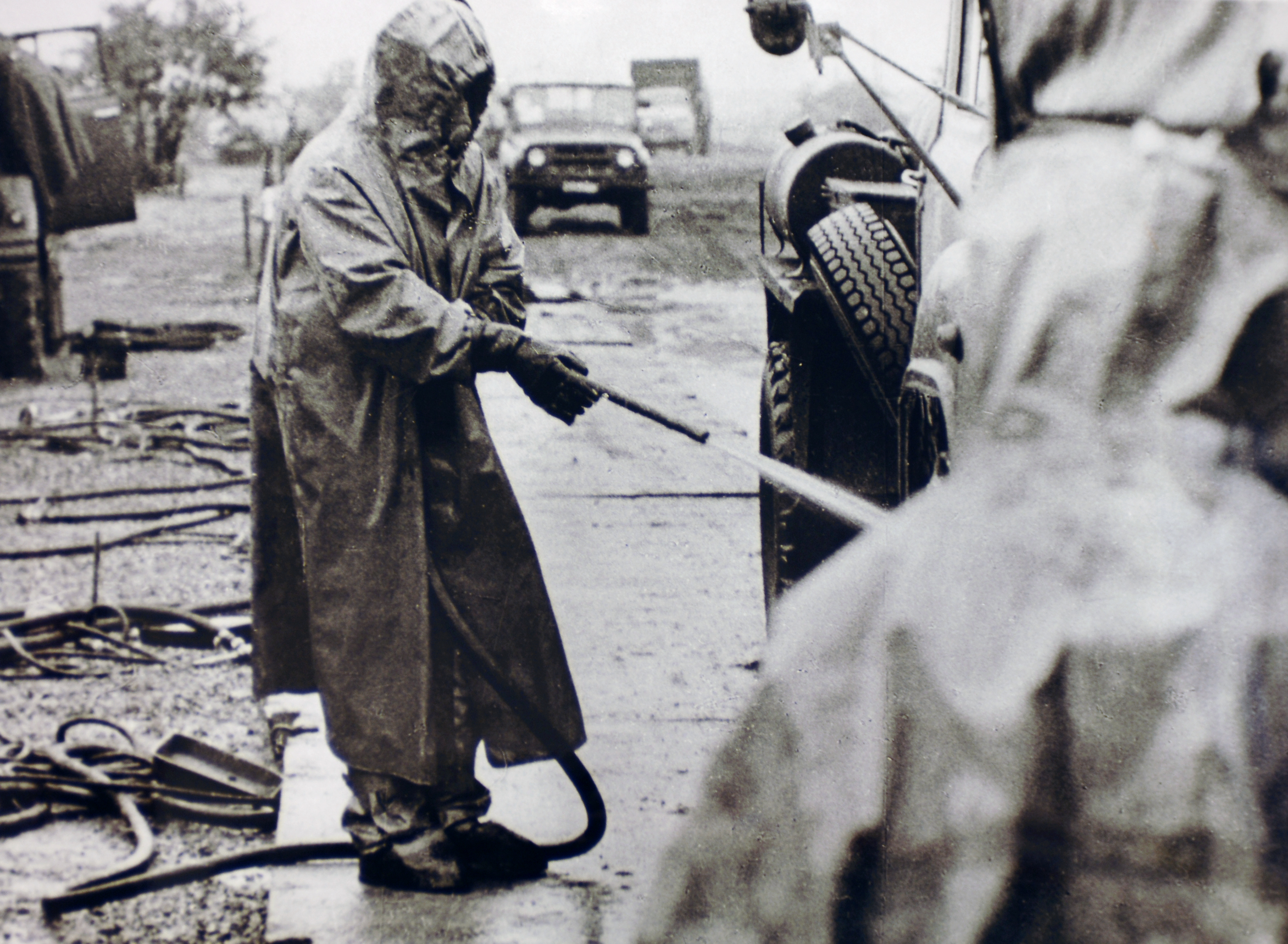
Liquidatore al lavoro

Il compito dei primi liquidatori fu quello di uscire armati di badile o delle proprie braccia sul tetto semi esploso del reattore e di raccogliere le macerie e i pezzi di grafite altamente radioattiva dal peso di 40/60 chilogrammi, per gettarle dal bordo del tetto nella voragine sottostante. Le macerie sarebbero state poi sigillate dentro ad un sarcofago di cemento e acciaio.
Il tempo previsto per il completamento di ogni manovra si aggirava attorno ai 120 secondi, nonostante il tempo massimo possibile per non ricevere una dose letale di radiazioni fosse di 40 secondi.
Seguirono le operazioni per la costruzione del sarcofago.
Gli altri incarichi prevedevano il trattamento del territorio, le docce necessarie sulle strade e sui palazzi, lo smaltimento di scorie. Circa 300 furono incaricati dell'interramento di materiale radioattivo in tutta la zona oggi interdetta.
Gli elicotteristi avevano il compito di sganciare sul reattore incandescente, tonnellate di boro, dolomia e silicati per spegnere l'incendio nel cuore della struttura, dove la grafite continuò a bruciare per mesi. L'esposizione diretta sopra la centrale ha sottoposto questi ultimi a livelli mortali di radiazioni che ne hanno causato il decesso entro breve tempo. Si ricordano i piloti Volodymyr Kostyantynovyc Vorobyov, Oleksandr Yevhenovich Yunhkind, Leonid Ivanonovych Khrystych e Mykola Oleksandrovich Hanzhuk in azione sulla centrale il 2 ottobre 1986 che, nello svolgere il loro compito, urtarono il cavo di una gru che spezzò le pale precipitando sotto gli occhi impotenti di coloro che li stavano filmando.
Anche gli operatori della centrale rimasero nei pressi del reattore cercando di tamponare il danno. Uno di loro, Valeriy Illich Khodemchuk, tecnico presso l'unità numero 4, è rimasto sepolto nel blocco nell'intento di aprire le valvole per cercare di refrigerare l'ormai irrecuperabile reattore.
Alcuni sono stati tumulati a Mytynky, nei pressi di Mosca altri hanno fatto ritorno ai loro paesi di origine.
In molti morirono a distanza di pochi giorni, soprattutto pompieri, i primi arrivati sul luogo del disastro. La prima squadra, capitanata dal tenente Vladimir Pravik, non era stata avvisata dei rischi e lui, come altri suoi uomini, perì solo 13 giorni dopo l'incidente per intossicazione acuta da radiazioni. Giunsero tempestivamente con le autopompe, credendo di dover estinguere un incendio causato da un corto circuito e quindi non equipaggiati con maschere antigas e tute protettive che non sarebbero servite comunque a nulla, visto l'altissimo livello di radiazioni (fino 20 000 Röntgen) sprigionate dal reattore in fiamme.

## Il compenso
Furono promessi loro, in cambio di un prestabilito numero di ore di servizio, la possibilità di un pensionamento anticipato e un salario durante il servizio. Alcuni, provenienti dalle campagne, si fecero avanti o per sostenere economicamente la famiglia o mossi dalla povertà tipica dei contadini russi.
I giovani, in particolar modo, erano entusiasti di ricevere uno stipendio vero e guadagnarsi la pensione servendo il proprio paese. Purtroppo molti di loro non arrivarono a maturarla.
Nel 1991 furono assicurati ai liquidatori diversi diritti, tra cui l'assistenza sanitaria gratuita e la possibilità di viaggiare gratuitamente sui mezzi pubblici. Nel 2004, tuttavia, 10 di questi 25 privilegi furono soppressi. Ora versano in condizioni di estrema povertà senza avere nemmeno più la possibilità di curarsi.
Recentemente hanno organizzato un raduno a Kiev per far valere il loro diritto all'assistenza medica e fare presente che il compenso pattuito è stato rispettato dal governo. Molti percepiscono un equivalente di appena 70 euro al mese e, a causa della povertà e della depressione conseguente, hanno sviluppato alcolismo.
I liquidatori provenienti dall'Estonia hanno richiesto il riconoscimento dei loro diritti. Né il governo estone, né quello ucraino hanno ancora raggiunto un accordo per andare incontro ai liquidatori estoni.
Gli ex militari residenti a Khabarovsk, una località a 30 chilometri dal confine cinese, richiedono una pensione di tipo militare e non civile. Anche loro si trovarono a prestare servizio con gli altri liquidatori nel 1986.
Nel giugno del 2019, il liquidatore Nagashibay Zhusupov di 61 anni si suicida. I motivi che hanno portato a questo gesto sembrano essere legati all'aver rivissuto, tramite la serie TV Chernobyl, la delusione e l'umiliazione di non aver mai ricevuto quello che il governo aveva promesso.

## Le conseguenze sul loro fisico

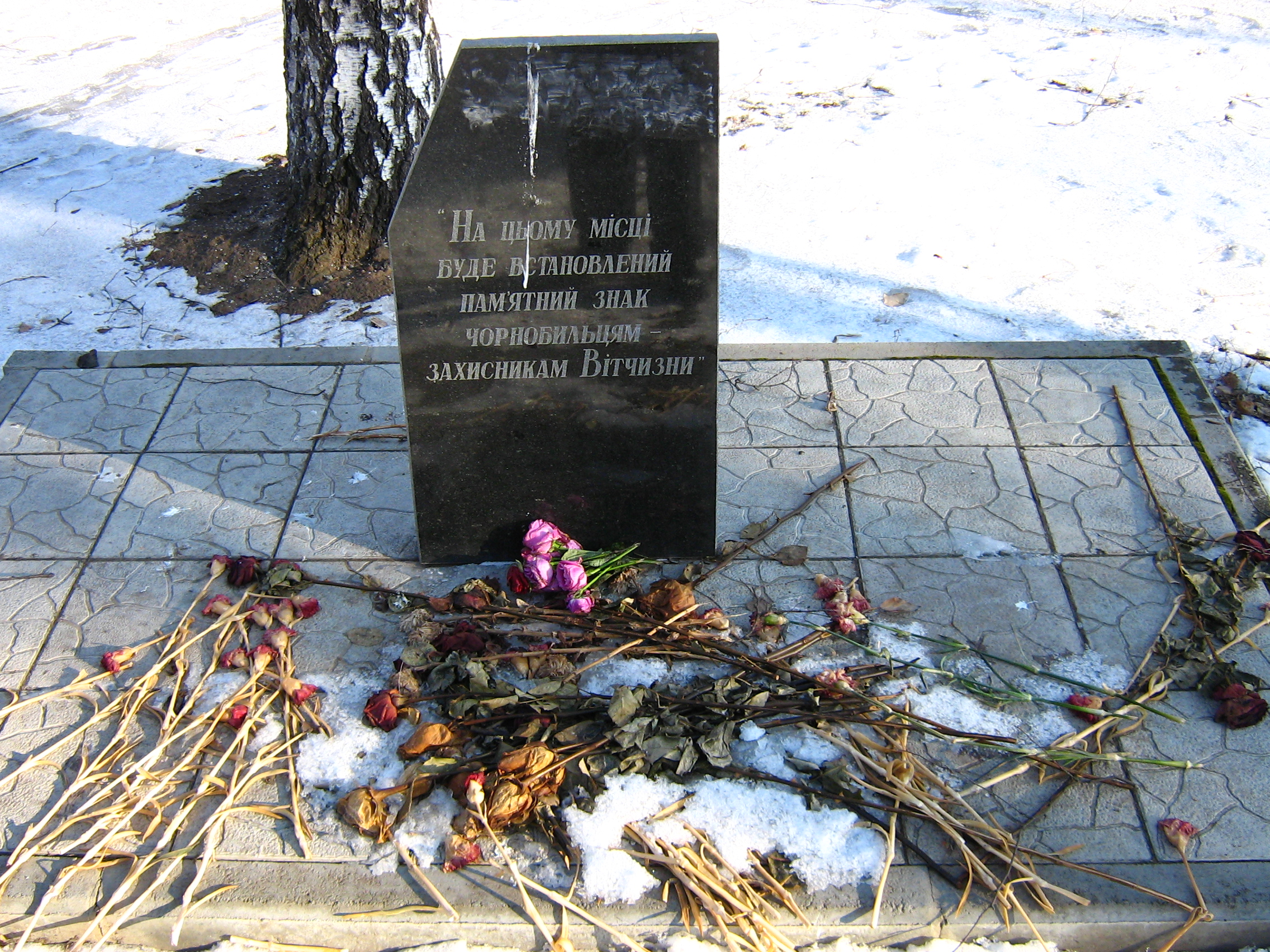
Stele in ricordo dei liquidatori a Charkiv

Altissimo è il numero degli invalidi, fra coloro che portarono il loro aiuto, a causa di svariate patologie di natura oncologica o per malattie legate all'immunodeficienza. Numerosi fra loro hanno subito l'amputazione degli arti per tumori o per le ustioni riportate dall'esposizione acuta da radiazione.
Secondo Georgy Lepnin, un fisico bielorusso, salgono a 100 000 i liquidatori che hanno perso la vita mentre secondo Vyacheslav Grishin, della Chernobyl Union (organizzazione principale dei "bio-robots"), 25 000 dei liquidatori russi sono morti e 70 000 sono rimasti gravemente disabili e lo stesso discorso vale per l'Ucraina. In Bielorussia sono 10 000 i morti e 25 000 coloro che soffre di un handicap per un totale di 60 000 persone, il 10% di coloro che prestarono servizio a Černobyl'.
Il 15% dei figli nati dai 4 500 liquidatori del Kirghizistan soffrono di malformazioni e patologie di origine genetica.
Secondo il governo bielorusso il cancro alla tiroide ha subito un incremento del 4000% e sono aumentati del 700% i casi di diabete, dell'840% i problemi legati a fegato, pancreas e reni.
Il Ministero Ucraino della Sanità in accordo con gli esperti, ha dichiarato che il 60% dei liquidatori morti nel solo 1993 e il 74% nel solo 1994, sono deceduti in conseguenza agli effetti dell'incidente di Černobyl'.
10 000 di questi morirono entro breve tempo e altri 400 000 si ammalarono gravemente. Ancora oggi risentono degli effetti delle radiazioni e continuano a perire divorati dal cancro o da patologie conseguenti l'intossicazione da radiazioni. Un'équipe britannica ha riscontrato anomalie nei cromosomi di svariati campioni.
Su 32 000 liquidatori del Kazakistan ne sono rimasti soltanto 6 000 e ogni anno muoiono 4 000 uomini nei paesi un tempo appartenenti all'URSS.
Uno studio congiunto israelo-ucraino, pubblicato dalla Royal Society of Medicine di Londra nel 2001, ha provato che i figli dei liquidatori di Černobyl' nati dopo il disastro del 1986 hanno una incidenza di danni cromosomici maggiore di sette volte rispetto ai fratelli nati prima dell'incidente nucleare..
Greenpeace scrive nel Rapporto del 2006:
Oggi è chiaro che Černobyl' ha causato un incremento considerevole dei casi di tumore, in particolare nelle aree fortemente contaminate e tra i 'liquidatori'. I ‘liquidatori’ della Bielorussia, ad esempio, mostrano un'elevata incidenza di tumori ai reni, alla vescica e alla tiroide nel periodo 1993 –2003. La leucemia è considerevolmente alta nei 'liquidatori' ucraini, negli adulti bielorussi e nei bambini delle aree più contaminate della Russia e Ucraina.

## Riconoscimenti

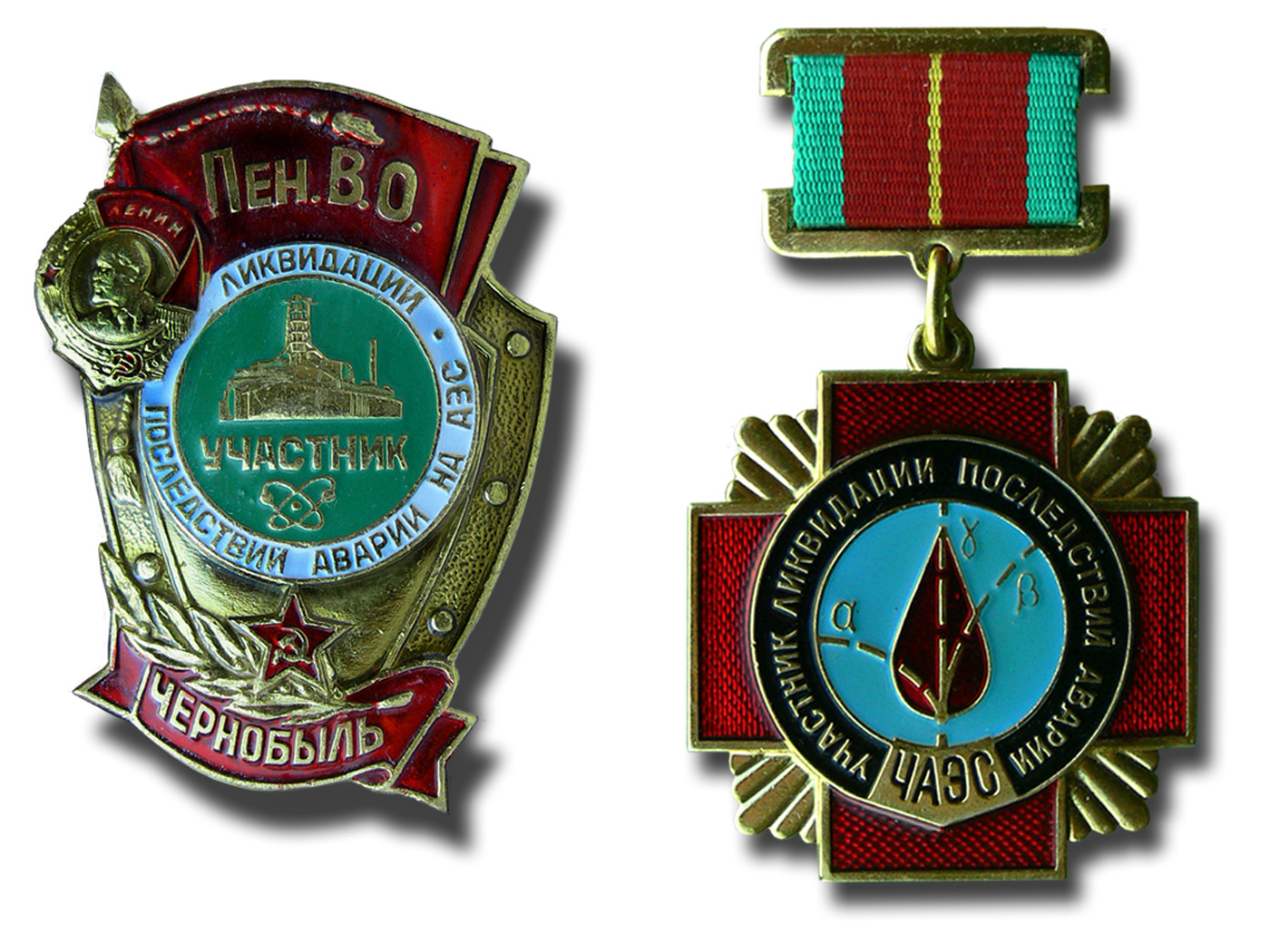
Medaglie per i liquidatori

I governi dei paesi dell'ex Unione Sovietica non hanno mostrato negli anni successivi particolare e necessaria gratitudine ai liquidatori e tuttora, nel mondo intero, rimangono a molti sconosciute le loro coraggiose imprese.
L'ex URSS ha dedicato loro una medaglia che riporta lo stemma raffigurante una goccia di sangue, le particelle alfa (α), beta (β) ed il simbolo dei raggi gamma (γ).
A Mosca, dove alcuni dei primi liquidatori sono stati sepolti, si erge un importante monumento in loro memoria, e anche a Pryp"jat' nei pressi della centrale, esistono diverse installazioni commemorative.
Nonostante la scarsa riconoscenza dei governi dell'ex URSS, sono stati eretti monumenti e affisse targhe in diversi paesi del pianeta in memoria di coloro che portandosi addosso il peso delle radiazioni, hanno contribuito a salvare il mondo.

### Tributi
Moltissimi artisti hanno dedicato canzoni e versi al disastro di Černobyl' e ai liquidatori, come Paola Turci (Chernobyl), Claudio Baglioni (che in Naso di falco chiede senza ricevere risposta "Chi ha insozzato il vento a Chernobyl?"), Adriano Celentano (Sognando Chernobyl), il gruppo italiano Miraspinosa (Rito), il duo statunitense Huns & Dr.Beeker (Ghost Town).
Sono moltissime anche le opere d'arte, come quadri e sculture, che fanno riferimento al disastro e alle migliaia di operatori. Fotografi, registi, musicisti e scrittori di tutto il mondo hanno reso omaggio alle vittime del disastro di Černobyl' spesso associando le loro creazioni a raccolte fondi per aiutare soprattutto i bambini, vittime più colpite della tragedia.

## Filmografia
- Speciale di Superquark, su archivionucleare.com.
- Speciale su History Channel, su archivionucleare.com.
- (EN) BBC UK Horizon Documentario, su news.bbc.co.uk.
- (EN) Filmati dei giorni critici, su elenafilatova.com.